# Slot Haga

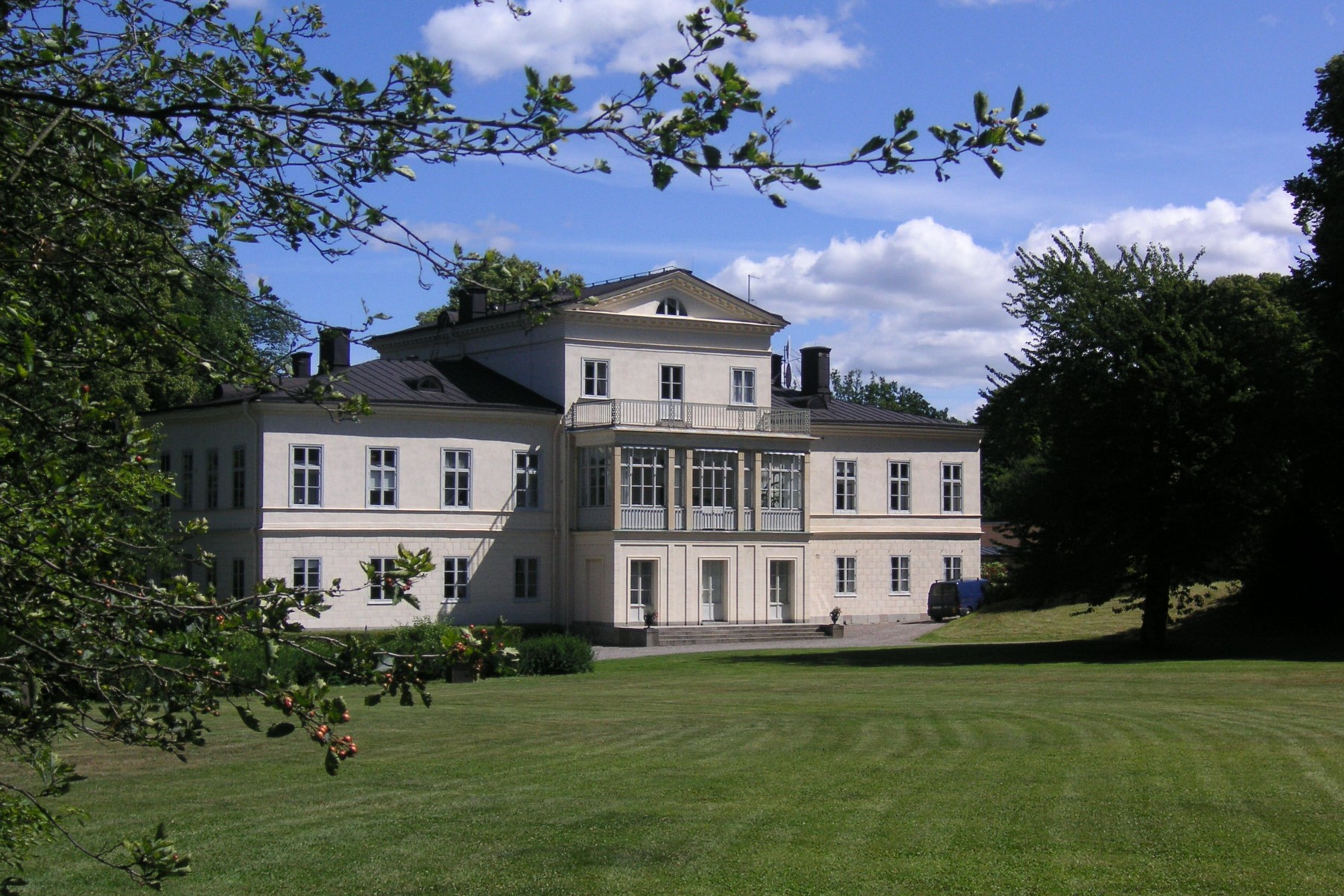
Slot Haga

Slot Haga (Zweeds: Haga slott), vroeger Paviljoen van de koningin (Drottningens paviljong) is een Zweeds koninklijk paleis in Hagaparken in Solna. Het werd in opdracht van koning Gustaaf IV Adolf gebouwd tussen 1802 en 1804 in de "Italiaanse villastijl".
Het slot is de geboorteplaats van koning Karel XVI Gustaaf en zijn zussen. Het gebouw werd gebruikt als gastenverblijf van de Zweedse regering (bij staatsbezoeken enzovoorts). Op 23 april 2009 kondigde premier Fredrik Reinfeldt aan dat de rechten op het paleis teruggegeven zouden worden aan het koninklijk huis als een huwelijkscadeau van de regering ter gelegenheid van het voorgenomen huwelijk van kroonprinses Victoria met Daniel Westling in juni 2010. Het paar is er na hun bruiloft gaan wonen.